# فرودگاه صحرایی فولسوم (آلاباما)
فرودگاه صحرایی فولسوم (آلاباما) (به انگلیسی: Folsom Field (Alabama)) یک فرودگاه همگانی بهره‌برداری هوایی است که یک باند فرود آسفالت دارد و طول باند آن ۱۶۷۶ متر است. این فرودگاه در شهر کلمن، آلاباما کشور ایالات متحده آمریکا قرار دارد و در ارتفاع ۲۹۵ متری از سطح دریا واقع شده است.